# 育児休業
育児休業（いくじきゅうぎょう）とは、子を養育する労働者が法律に基づいて取得できる休業のことである。育休（いくきゅう）とも称される。女子に対するあらゆる形態の差別の撤廃に関する条約の第11条は育児休業の取得による解雇と差別を禁止している。本項目では、日本において、1991年に制定された育児休業、介護休業等育児又は家族介護を行う労働者の福祉に関する法律（平成3年法律第76号）（通称：育児介護休業法）によって定められた育児休業、及び同法に定める育児を理由とする措置、同法による指針（「子の養育又は家族の介護を行い、又は行うこととなる労働者の職業生活と家庭生活との両立が図られるようにするために事業主が講ずべき措置に関する指針」最終改正・平成28年厚生労働省告示第313号、以下「指針」）について説明する。
- 育児介護休業法については、以下では条数のみ記す。

## 定義
「育児休業」とは、労働者（日々雇用される者を除く）が、法第2章に定めるところにより、その子を養育するためにする休業をいう（第2条1号）。
- 「労働者」とは、労働基準法第9条に規定する「労働者」と同義であり、同居の親族のみを雇う事業に雇用される者及び家事使用人は除外するものである。
- 「日々雇用される者」とは、1日単位の労働契約期間で雇われ、その日の終了によって労働契約も終了する契約形式の労働者である。長期的な休業となり得る育児休業の性質になじまない雇用形態の労働者であることから、対象となる労働者から除くこととしたものである。なお、労働契約の形式上日々雇用されている者であっても、当該契約が期間の定めのない契約と実質的に異ならない状態となっている場合には、実質的に期間の定めのない契約に基づき雇用される労働者であるとして育児休業の対象となるものである。
- 「子」とは、労働者と法律上の親子関係がある子（養子を含む）のみならず、特別養子縁組を成立させるために養親となる者が養子となる者を6か月以上の期間現実に監護しているときの当該期間にある者、養子縁組里親に委託されている者及び特別養子縁組により養親となろうとする者又は養子縁組里親に準ずる者として厚生労働省令で定める者に厚生労働省令で定めるところにより委託されている者をいう。
- 「養育」とは、同居し監護するとの意であり、監護とは民法第820条に規定する監護と同義である。病気、旅行により短期間同居に欠けていても「養育している」ことに変わりがないものである。

## 育児休業取得の要件
育児休業を取得するには、以下の要件を満たすことが必要である。取得する者の男女は問わない。家族などで事実上、子の世話が可能な者がいても、それに関係なく取得は可能である。事業所によっては就業規則などで独自の上乗せ規定を設けている場合もある。
事業主は、労働者からの育児休業申出があったときは、当該育児休業申出を拒むことができない（第6条）。ただし、労使協定に定めることにより、以下の労働者については、育児休業を認めないことができる（施行規則第7条）。
- 当該事業主に引き続き雇用された期間が1年に満たない労働者
- 育児休業申し出があった日から起算して、1年以内に雇用関係が終了することが明らかな労働者
- 1週間の所定労働日数が2日以下の労働者

事業主は、労働者が育児休業の申出をし、又は育児休業をしたことを理由として、当該労働者に対して解雇その他不利益な取扱いをしてはならない（第10条）。 

### 雇用の形態
有期雇用労働者については、次のいずれにも該当していなければならない（第5条1項）。なお労働契約の形式上期間を定めて雇用されている者であっても、当該契約が期間の定めのない契約と実質的に異ならない状態となっている場合には、これらの要件に該当するか否かにかかわらず、実質的に期間の定めのない契約に基づき雇用される労働者であるとして育児休業の対象となる（指針）。
1. 当該事業主に引き続き1年以上雇用されていること。
2. 子が1歳6か月になるまでの間に雇用契約（労働契約が更新される場合にあっては、更新後のもの）が満了することが明らかでないこと。
  - 平成29年1月の改正法施行により、申出時点で雇用契約の継続があるかどうか不明の場合でも取得できるようになる。

### 期間
育児休業は、子が1歳に達するまでの間に取得することができる（第5条1項）。男性労働者は配偶者の出産日から取得可能であるが、女性労働者が自ら出産した子については産後休業期間（出産日の翌日から8週間）が優先されこの期間は育児休業の期間に含まない。ただし、1歳到達日において育児休業をしている場合で次のいずれかの事情がある場合には、1歳到達日の翌日から1歳6か月に達する日まで育児休業をすることができる（第5条3項、施行規則第6条）。平成29年10月以降は改正法施行により、1歳6ヶ月到達時点でこれらの事情がある場合に再度申請することにより2歳到達日まで育児休業を延長できる。
1. 保育所に入所を希望し、申込みをしているが、子が1歳に達する日後の期間について、当面その実施が行われない場合
2. 子の養育を行っている子の親である配偶者で、子が1歳に達する日後の期間について常態として当該子の養育を行う予定であったものが次のいずれかに該当した場合
  - 死亡したとき。
  - 負傷、疾病又は身体上若しくは精神上の障害により当該申出に係る子を養育することが困難な状態になったとき。
  - 婚姻の解消その他の事情により常態として当該申出に係る子の養育を行っている当該子の親である配偶者が子と同居しないこととなったとき。
  - 6週間（多胎妊娠の場合にあっては14週間）以内に出産する予定であるか又は産後8週間を経過しないとき。

育児休業は原則として同一の子について労働者一人につき1回限り行うことができるが（第5条2項）、産後8週間を経過する日の翌日までの期間に父親が育児休業を取得した場合は、1歳到達までの間に再度父親が育児休業を取得することができる（パパ休暇）。
- パパ休暇の「産後8週間」の起算日は、出産予定日前に当該子が出生した場合にあっては当該出生の日から当該出産予定日から起算して8週間を経過する日の翌日までとし、出産予定日後に当該子が出生した場合にあっては当該出産予定日から当該出生の日から起算して8週間を経過する日の翌日までとする（第5条2項括弧書き）。出産予定日と実際の出生日が異なる場合において、パパ休暇の取得に関する労働者の期待を保護する観点から設けられたものである。例えば、4月1日が出産予定日である場合において、3月25日に子が出生したときは、パパ休暇の対象となる期間は3月25日（実際の出産日）から5月27日（出産予定日から8週間後）までとなり、また、同様の場合において4月8日に子が出生したときは、パパ休暇の対象となる期間は4月1日（出産予定日）から6月3日（実際の出産日から8週間後）までとなる。パパ休暇は男性の育児休業取得を促進する観点から設けられたものであるが、例えば養子縁組をした場合など、法律の要件を満たす場合には、女性であっても当然対象となりうる。

両親がともに育児休業をする場合であって、以下のいずれにも該当する場合、子が1歳2か月になるまでの育児休業を取得することができる（パパ・ママ育休プラス、第9条の2）。
1. 労働者の養育する子について、その労働者の配偶者が子の1歳到達日以前において育児休業をしていること。
2. 1歳2か月までの育児休業の開始予定日が、子の1歳到達日の翌日後でないこと。
3. 1歳2か月までの育児休業の開始予定日が、労働者の配偶者がしている育児休業期間の初日前でないこと。
4. 両親それぞれの育児休業の期間が1年以内（母親の場合は、産後休業と育児休業を合わせて1年以内）であること。
  - 例えば、平成27年10月1日に出生した子について、母親の育児休業を平成28年9月30日（1歳到達日）に終了する場合、父親は平成28年10月1日から11月30日までの育児休業を取得することができるし、それ以前から父親が育児休業を取得していた場合も同様であるが、平成28年10月2日以降に父親が育児休業を開始することは2の要件に該当しないのでできない。

厚生労働省「平成27年度雇用均等基本調査」によると、育児休業制度の規定がある事業所において、子が何歳になるまで育児休業を取得できるかについてみると、「1歳6か月（法定どおり）」が84.8%（平成26年度同調査では84.9%）と最も高くなっており、次いで「2歳～3歳未満」9.2%（同7.6%）、「1歳6か月を超え2歳未満」4.0%（同4.6%）の順となっている。

### 手続き
育児休業の申出は、以下の事項を明らかにして、書面・FAX・Eメールのいずれかの方法で行わなければならない（第5条4項、施行規則第7条1項、2項）。事業主は、育児休業申出がされたときは、申出を受けた旨、育児休業開始予定日（開始予定日の指定をする場合にあっては、当該事業主の指定する日）及び育児休業終了予定日、育児休業申出を拒む場合にはその旨及びその理由を労働者に速やかに通知しなければならない（施行規則第7条4項）。 
1. 育児休業申出の年月日
2. 育児休業申出をする労働者の氏名
3. 育児休業申出に係る子の氏名、生年月日及び前号の労働者との続柄等（育児休業申出に係る子が当該育児休業申出の際に出生していない場合にあっては、当該育児休業申出に係る子を出産する予定である者の氏名、出産予定日及び前号の労働者との続柄。特別養子縁組の成立について家庭裁判所に請求した場合、里親であって養子縁組によって養親となることを希望している者として委託されている場合等にあっては、その事実。）
4. 育児休業開始予定日、育児休業終了予定日
5. 育児休業申出をする労働者が当該育児休業申出に係る子でない子であって1歳に満たないものを有する場合にあっては、当該子の氏名、生年月日及び当該労働者との続柄（特別養子縁組の請求等の場合にあっては、その事実。）
6. 育児休業申出に係る子が養子である場合にあっては、当該養子縁組の効力が生じた日
7. 施行規則第5条各号に掲げる事情がある場合にあっては、当該事情に係る事実
8. 1歳から1歳6ヶ月に達するまでの子についての育児休業の申出をする場合にあっては、施行規則第6条各号に掲げる場合該当する事実
9. 配偶者が育児休業申出に係る子の1歳到達日において育児休業をしている労働者が1歳から1歳6ヶ月に達するまでの子についての育児休業の申出をする場合にあっては、その事実
10. 施行規則第10条各号に掲げる事由が生じた場合にあっては、当該事由に係る事実
11. 施行規則第19条各号に掲げる事情がある場合にあっては、当該事情に係る事実
12. パパ・ママ育休プラスをする場合にあっては、当該申出に係る育児休業開始予定日とされた日が当該労働者の配偶者がしている育児休業に係る育児休業期間の初日以後である事実

事業主は、労働者からの育児休業申出があった場合において、当該育児休業申出に係る育児休業開始予定日とされた日が当該育児休業申出があった日の翌日から起算して1ヶ月（1歳から1歳6ヶ月に達するまでの子についての育児休業の申出をする場合にあっては2週間）を経過する日前の日であるときは、当該育児休業開始予定日とされた日から当該1ヶ月等経過日（当該育児休業申出があった日までに、出産予定日前に子が出生したことその他の厚生労働省令で定める事由が生じた場合にあっては、当該1ヶ月等経過日前の日で育児休業申出があった日の翌日から起算して1週間を経過する日）までの間のいずれかの日を当該育児休業開始予定日として指定することができる（第6条3項、施行規則第11条）。つまり、1ヶ月（1歳から1歳6ヶ月に達するまでの子についての育児休業の申出をする場合にあっては2週間）前までに申出をしないと、労働者の希望通りの期間の育児休業ができない可能性がある。

## 育児休業給付制度
育児休業期間中の賃金については、法令上は賃金の支払いを事業主に義務付けておらず（民法第536条により、休業期間中の事業主の賃金支払義務は消滅する）、各事業所の就業規則等による。厚生労働省「平成27年度雇用均等基本調査」によると、育児休業中の労働者に会社や企業内共済会等から金銭を支給している事業所割合は15.2%（平成24年度同調査では18.9%）であり、このうち「毎月金銭を支給する」は8.6%（同10.3%）にとどまっている。
育児休業のために賃金の支払いを受けられない者に対して、雇用保険法（昭和49年法律第116号）第61条の4の規定により育児休業給付金の支給を受けることができる。休業は法律により定められている労働者の権利であるため、事業所に規定が無い場合でも、申し出により休業することは可能である。以下の要件をすべて満たした場合、育児休業給付を受けることができる。
1. 一般被保険者又は高年齢被保険者である。
2. 育児休業開始日の前2年間に、賃金支払い基礎日数11日以上の月が12か月以上ある。
3. 各支給単位期間（育児休業開始から１か月毎の区切り）に、就業している日数が10日以下である。
4. 各支給単位期間において、休業開始時の賃金に比べ、80％未満の賃金で雇用されている。

支払われる育児休業給付金の金額は、支給対象期間（1か月）当たり、原則として休業開始時賃金日額×支給日数の67%（育児休業の開始から180日経過後は50%）相当額である。ただし、各支給対象期間中（1か月）の賃金の額と育児休業給付金との合計額が賃金日額×支給日数の80%を超えるときには、当該超えた額が減額されて支給される。

## 育児のための所定労働時間の短縮措置等
育児休業のほかに、子を養育する労働者の取扱いなどについて、次の規定がある。なお、介護休業と共通する、法所定の事業主が講ずべき措置については、育児休業、介護休業等育児又は家族介護を行う労働者の福祉に関する法律#事業主が講ずべき処置を参照のこと。
子の看護休暇
小学校就学前の子を養育する労働者は、その事業主に申し出ることにより、1年につき5労働日（子が2人以上の場合は10日間）を上限とする子の看護休暇を取得することができる（第16条の2）。年次有給休暇と違い、使用者は申し出た取得日を変更拒否することは出来ない（経営困難、事業繁忙その他どのような理由があっても労働者の適法な子の看護休暇の申出を拒むことはできない。また、育児休業や介護休業とは異なり、事業主には子の看護休暇を取得する日を変更する権限は認められていない。第16条の3、指針）。期間を定めて雇用される者であっても、労働契約の残期間の長短にかかわらず、5（10）労働日の子の看護休暇を取得することが可能である。平成29年1月の改正法施行により、1日の所定労働時間が4時間以下の労働者以外の者は、子の看護休暇を半日単位で所得することができる（規則第33条）。
- 労使協定に定めることにより、以下の労働者については、子の看護休暇を認めないことができる（第16条の3）。労使協定の締結をする場合であっても、事業所の雇用管理に伴う負担との調和を勘案し、当該事業主に引き続き雇用された期間が短い労働者であっても、一定の日数については、子の看護休暇の取得ができるようにすることが望ましい（指針）。
  - 当該事業主に引き続き雇用された期間が6ヶ月に満たない労働者
  - 1週間の所定労働日数が2日以下の労働者
  - 業務の性質又は業務の実施体制に照らして、1日未満の単位で子の看護休暇を取得することが困難と認められる業務に従事する労働者

時間外労働の制限
小学校就学前の子を養育する労働者が請求した場合には、一定の要件に該当するときを除き、1か月24時間、1年150時間を超える時間外労働をさせてはならない（第17条1項）。
深夜業の制限
小学校就学前の子を養育する労働者は、深夜労働の制限を、事業主に請求することが出来る（第19条）。
所定外労働の制限
事業主は、3歳未満の子を養育する労働者であって育児休業をしていないものに関して、労働者の申出に基づき所定労働時間を短縮することにより当該労働者が就業しつつ当該子を養育することを容易にするための措置（所定労働時間の短縮措置）を講じなければならない。ただし（第23条1項）。また、3歳から小学校就学前の子を養育する労働者については、育児休業の制度又は勤務時間の短縮などに準じた措置を講ずるよう努めなければならない（第24条1項）。
事業主は、労働者又はその配偶者が妊娠・出産した場合、家族を介護していることを知った場合に、当該労働者に対して、個別に育児休業・介護休業に関する定めの周知に努めることとされる。また事業主に対し、小学校就学の始期に達するまでの子を養育する労働者が、育児に関する目的で利用できる休暇制度の措置を設けることに努めることを義務づける（平成29年10月の改正法施行による）。育児休業の取得を希望しながら、育児休業を取得しにくい職場の雰囲気を理由に、取得を断念することがないよう、事業主が、対象者に育児休業取得の周知・勧奨するための規定を整備する。特に男性の育児参加を促進するため、就学前までの子を有する労働者が育児にも使える休暇を新設する。
労働基準法第67条に規定する育児時間は、1歳未満の子を育てている女性労働者が請求した場合、授乳に要する時間を通常の休憩時間とは別に確保すること等のために設けられたものであり、育児時間と本項に規定する所定労働時間の短縮措置は、その趣旨及び目的が異なることから、それぞれ別に措置すべきものであること（平成28年8月2日職発0802第1号）。つまり、所定労働時間の短縮措置と育児時間の取得は併用可能である。

## 公務員の場合
公務員は、国家公務員の育児休業等に関する法律第3条および国会職員の育児休業等に関する法律、裁判官の育児休業に関する法律、地方公務員の育児休業等に関する法律等により、子が3歳に達する日まで育児休業をすることができる。
霞が関の官僚は2015年の「ニッポン一億総活躍プラン」以降、部下の男性が育児休暇を取得した場合、人事評価にプラスとなるため取得率が向上した。これは首相官邸の意向であるという。
自衛隊では長期の育児休業中にある自衛官の代替として元自衛官を採用する制度『任期付自衛官』を創設した。
大阪市では、2018年まで育児休暇所得者に対して人事上の昇格に制限を加えていた。なお、公務員に限らず、事業者は育児休暇取得者に対して「不利益な取扱いをしてはならない」（前述第10条）とされている。

## 育児休業の取得の状況
厚生労働省「平成27年度雇用均等基本調査」によると、平成25年10月1日から平成26年9月30日までの1年間に在職中に出産した女性のうち、平成27年10月1日までに育児休業を開始した者（育児休業の申出をしている者を含む。）の割合は81.5%（平成26年度同調査では86.6%）、女性の有期契約労働者の育児休業取得率は73.4%（同75.5%）となっている。一方、同期間に配偶者が出産した男性のうち、平成27年10月1日までに育児休業を開始した者（育児休業の申出をしている者を含む。）の割合は2.65%（同2.30%）、男性の有期契約労働者の育児休業取得率は4.05%（同2.13%）となっている。男女間で大きな差があり、現在の日本では男性の育児休業取得率が極めて低いことが、女性の就労や待機児童等の子育て支援問題の原因の一つと目されている。育児休業の取得期間をみても、平成26年4月1日から平成27年3月31日までの1年間に育児休業を終了し、復職した女性の育児休業期間は、「10か月～12か月未満」が31.1%（平成24年度同調査では33.8%）と最も高く、次いで「12か月～18か月未満」27.6%（同22.4%）、「8か月～10か月未満」12.7%（同13.7%）の順となっている。一方、男性は「5日未満」が56.9%（同41.3%）と最も高く、1か月未満が8割を超えている。男性の育児休業取得率が極めて低い理由として、厚生労働省「平成28年版男女共同参画白書」では子育て期にある30歳代~40歳代の男性は、週間就業時間60時間以上の雇用者の割合が他に比べて高いことを挙げ、深刻な長時間労働が問題としている。
厚生労働省「平成27年度雇用均等基本調査」によると、育児休業制度の規定がある事業所の割合は、事業所規模5人以上では73.1%（平成26年度同調査では74.7%）、事業所規模30 人以上では91.9%（同94.7%）となっていて、規模が大きくなるほど規定がある事業所割合は高くなっている。特に事業所規模500人以上では100%となっている。産業別にみると、複合サービス事業（100%）、電気・ガス・熱供給・水道業（95.3%）、金融業、保険業（93.6％）で規定がある事業所の割合が高くなっている。また同調査によると、育児のための所定労働時間の短縮措置等の制度がある事業所の割合は61.3%（平成26年度同調査と同率）となっていて、各種制度の導入状況（複数回答）をみると、「短時間勤務制度」が57.8%（平成26年度同調査では57.9%）、「所定外労働の制限」が53.2%（平成26年度同調査では54.6%）、「始業・終業時刻の繰り上げ・繰り下げ」が30.4%（平成26年度同調査では20.7%）となっている。
ただし、これらの調査には、第1子出産前に退職した女性は含まれていない。育児介護休業法では育児休業は男女問わず労働者の権利として認められていて、事業主は労働者からの申請に応じて休業させなければならない。しかしながら、「平成28年版男女共同参画白書」では出産前後に就業を継続する女性労働者の割合は変わっていない、としている。同白書では、「夫は外で働き、妻は家庭を守るべきである」という考え方に「賛成」「どちらかといえば賛成」と答える者は、長期的には減少傾向にあるものの、平成26年には女性で43.2%、男性で46.5%となっており、仕事と家庭生活を夫婦で分担するとの考え方が多く存在するとしている。
また事業主の側では「育児休業を取得されたら、同じ職場で働く人にとっては迷惑でしかなく、また経営者にとっては甚大な損害である。」という考えを持ち、その考えに基づいて経営リスクを排除するため、結婚・妊娠・出産した女性を、様々な方法で退職に追い込んだり、降格および減給の対象とする暗黙の人事制度を実施している事業主が存在する（マタニティハラスメント）。そのような雇用主の下では、結婚・妊娠・出産した女性の側も、そのような人事制度の職場に在職を続けても仕事と育児の両立は不可能であるので、そのような人事制度の職場を見限って、自分や子供の利益を守るために退職・転職する事例もある。その結果、日本では、結婚・妊娠・出産以前や、子供が小学校高学年や中学生程度の育児負担が少なくなる以後と比較して、結婚・妊娠・出産から子供が小学校低学年の育児期の女性の就業率が低くなっている（M字カーブ）。
また、育児休業による差別的待遇の問題は当初は女性社員のみの問題と認識されていたが、育児が夫婦で共有されるようになり始めたことで育児休業を取得した男性社員に対しても会社が差別的・報復的に左遷人事を行う事例が浮上している（パタニティ・ハラスメント）。日本における労働に対する考えはもちろんだが、このように会社による報復人事を受ける恐れがあることとそれが大きく問題視されていないことも男性の育児休業が増えにくい大きな原因の一つとなってしまっている。

## その他
財形非課税年金貯蓄・財形非課税住宅貯蓄・勤労者財産形成促進制度を利用している従業員は、育児休業中の期間のみにおいてその支払いを休止することが出来る。休止する予定がある者は、育児休業を取得するのと同時にその休止手続きをとらなければならない（手続きを怠るもしくは育児休業開始後の提出は認められない）。
総合住宅メーカーの積水ハウス株式会社は2019年（令和元年）より9月19日を「育休を考える日」として一般社団法人日本記念日協会に記念日の登録をした。積水ハウスは「男性社員1ヶ月以上の育児休業完全取得宣言」「イクメン白書」など、男性の育児休暇について積極的に取り組んでいる。
1965年、日本電信電話公社は女性技術職員の離職防止対策として育児休職（最大3年間）を試験導入。その後、3年間で約1700人の利用者があったことから、1968年5月から本格導入した。

### とるだけ育休
育休を取得した父親が育児をほとんど行わないケースもあり、とるだけ育休と呼ばれる。例えば2019年に実施された調査によると、育休を取得した父親のうち3人に1人は、1日あたりの家事・育児時間が2時間以下であったという。

### 育休中の転職活動
2022年6月、「会社の男性社員が育休中に転職活動をし、育休明けに一度も出社せずに退職しているケースが多発している」という投稿がTwitter上で話題となった。弁護士によると、それ自体は育休法の趣旨に反するものではなく、また職業選択の自由の観点から、法的に問題ないとされる。しかし、育休明けの退職を見越して転職活動をすることは「制度の濫用」ではないかとする指摘も挙がった。

## 日本以外
- スウェーデンでは子供が8歳になるまでに、父親と母親が合計480日の育児休暇をとることができ、休職中は収入の8割が保証される。また同国では職場に戻る権利も保証されている。結果、この国では専業主婦は2%しかいない。
- 2020年2月、フィンランドは夫の育休を約2倍で妻と同じ約7カ月にする方針を発表した[11]。
- アメリカでは国として産休や育休の制度が無いため、職場によっては出産直後に出勤する必要があった[12]。対応策としてバラク・オバマ政権時代に企業が搾乳する場所と時間の提供を義務化し、一部の州では違反に対して罰金もある[12]。